# 藤井啓祐
藤井 啓祐（ふじい けいすけ、1983年 - ）は、日本の物理学者。大阪大学教授、株式会社QunaSys最高技術顧問。専門は量子情報、量子コンピューティング。京都大学博士（工学）

## 来歴
2002年3月に大阪府立天王寺高等学校を卒業。その後同年4月に京都大学工学部物理工学科に進み2006年3月卒業、京都大学大学院工学研究科原子核工学科専攻の博士課程を2011年3月に修了した。
大阪大学の研究員や東京大学・京都大学の助教を務め、2019年4月から大阪大学大学院基礎工学研究科教授になり現在に至る。また2016年10月から現在に至るまでJSTさきがけの研究者を兼任している。2018年2月から量子コンピュータを使ったソフトウェアの開発などをするベンチャー企業である株式会社QunaSys（キュナシス）の最高技術顧問も務めている。

## 著書
- 『Topological protection of quantum information (in Kinki University Series on Quantum Computing Vol.9 "Physics, Mathematics, and All That Quantum Jazz)』World Scientific、2014年。ISBN 9789814602365
- 『Quantum Computation with Topological Codes: From Qubit to Topological Fault-Tolerance (SpringerBriefs in Mathematical Physics Vol.8)』Springer、2015年。ISBN 9789812879950
- 『観測に基づく量子計算』コロナ社、2017年2月。ISBN 4339028703
- 『驚異の量子コンピュータ: 宇宙最強マシンへの挑戦 (岩波科学ライブラリー)』岩波書店、2019年11月。ISBN 9784000296892